# Villa Agnedo
Villa Agnedo település Olaszországban, Trento megyében. Lakosainak száma 955 fő (2015). Villa Agnedo Asiago, Ivano Fracena, Ospedaletto, Strigno, Castelnuovo és Scurelle községekkel határos.

## Népesség
A település népességének változása:

| 2015 | 955 |